# John Lewis (musiker)
 For alternative betydninger, se John Lewis. (Se også artikler, som begynder med John Lewis)
John Aaron Lewis (3. maj 1920 i Illinois – 29. marts 2001 i New York City, USA) var en amerikansk pianist, komponist og arrangør.
Lewis er nok bedst kendt fra The Modern Jazz Quartet.
han studerede klassisk klaver som barn, og var meget påvirket af Johann Sebastian Bach, noget som skulle følge ham livet igennem. Da han blev udstationeret som soldat i Paris i 1940´erne, mødte han Kenny Clarke, som skulle blive et vendepunkt i hans musikalske løbebane.
Efter endt soldatertid, vendte han tilbage til USA, nærmere New york, hvor han blev antaget i Dizzy Gillespie´s bebop big band.
Han studerede samtidig på Manhattan School Of Music. Spillede herefter med bl.a. Charlie Parker,Lester Young,Ella Fitzgerald og var med på Miles Davis Birth of the Cool optagelser, hvor han arrangerede nogle af numrene.
Lewis dannede i midt 1950´erne sammen med Milt Jackson,Kenny Clarke (senere Connie Kay) og Ray Brown (senere Percy Heath) gruppen The Modern Jazz Quartet, en gruppe som skulle får stor succes på linje med the Oscar Peterson trio.
Her komponerede han de berømte jazz melodier Django, og Concorde, som i dag hører til jazzens standard rep.

## Udvalgt Diskografi
i eget navn
- Improvised Meditations and Excursions
- Odds Against Tomorrow
- The Golden Striker
- Preludes and Fugues From The Well-Tempered Clavier Book 1
- The Bridge Game

med Modern Jazz Quartet
- Vendome
- The Modern Jazz Quartet
- Concorde
- Django
- Fontessa
- One Never Knows
- Third Stream Music
- Exposure
- Original Sin
- The Last Concert

som sideman
- Parkers Mood – Charlie Parker
- Blues For Alice – Charlie Parker